# Luigi Agustoni
Luigi Agustoni (* 16. Januar 1917 in Kreuzlingen, Kanton Thurgau, Schweiz; † 31. März 2004 in Orselina bei Locarno) war ein Schweizer Theologe, Kirchenmusiker und Professor. Sein Bruder war der Kurienkardinal Gilberto Agustoni.

## Leben
Agustoni studierte Musik, Theologie und Musikwissenschaft in Lugano, Mailand und Rom. Von 1945 bis 1956 war er Professor für Gregorianischen Choral an der Theologischen Fakultät in Lugano und Organist an der Kathedrale von Lugano. In Mailand wirkte er von 1955 bis zu seiner Emeritierung 1989 als Professor für Gregorianischen Choral am Pontificio Istituto Ambrosiano di Musica Sacra. Seit 1957 war er auch Pfarrer von Orselina.
Von 1979 bis 1999 war er Präsident der Internationalen Gesellschaft für Studien des Gregorianischen Chorals (AISCGre). Danach wurde er zu ihrem Ehrenpräsidenten ernannt.
Im Jahre 2001 wurde ihm die Ehrendoktorwürde des Pontificio Istituto di Musica Sacra in Rom verliehen.

## Bedeutung
Agustoni war als Schüler Eugène Cardines massgeblich an der Fortentwicklung und Verbreitung der Gregorianischen Semiologie beteiligt. Er wirkte auch mit bei der Umsetzung der Beschlüsse des 2. Vatikanischen Konzils zur Liturgiereform in der Schweiz.

## Werke (Auswahl)
- Die Musik im Kloster Allerheiligen. (Schaffhauser Beiträge zur vaterländischen Geschichte), 1949.
- Notation neumatique et interprétation. In: Revue grégorienne, 1951/52.
- La disgregazione del neuma nel canto romano e ambrosiano. In: Fonti e paleografia del canto ambrosiano, Milano 1956.
- L’interpretazione dei neumi tramandataci dalla loro stessa grafia. In: Musica sacra. Milano 1958.
- La cantillazione delle letture. In: La musica nel rinnovamento liturgico. Torino 1966.
- Graduale o salmo responsoriale. In: L’arte del popolo celebrante. Torino 1968.
- Gregorianischer Choral. In: Hans Musch (Hrsg.): Musik im Gottesdienst (Band 1). Conbrio, Regensburg, 1993, ISBN 3-930079-21-6.
- Luigi Agustoni, Johannes Berchmans Göschl: Einführung in die Interpretation des Gregorianischen Chorals. Bosse, Regensburg 1987 (Band 1), 1992 (Band 2 in zwei Teilbänden), ISBN 3-7649-2343-1 (Band 1), ISBN 3-7649-2430-6 (Band 2/I), ISBN 3-7649-2431-4 (Band 2/II).